# Mutta pathi
Muttappathi o Mutta Pathi es uno de los cinco Pancha pathi, principales lugares de peregrinación ayyavazhi, en la India. Es el tercer centro en importancia, después de Swamithoppe y Ambalappathi. Este Pathi se encuentra en el estado indio de Tamil Nadu, a 14 km al sudeste de Nagercoil, a 3 km al norte de Kanyakumari y a 7 km al este de Swamithope.
Los lugares de peregrinación ayyavazhi se llaman pathis, los lugares donde el dios Ayya Vaikundar hizo sus revelaciones bajo forma humana. Los cinco pathis principales se llaman Pancha pathi o Panchappathis, y todos se encuentran en un círculo de 15 kilómetros alrededor de Kanyakumari, en el extremo sur del subcontinente indio.

## El origen
Mutta Pathi es el lugar donde transcurrió la segunda fase de la Thuvayal Thavasu, la penitencia que se había desarrollado a lo largo de seis meses en Vahai pathi según las instrucciones de Ayya Vaikundar. Setecientas familias participaron de este acontecimiento en el siglo XIX. Durante seis meses completaron un tavam en Vahai pathi. Tavam, tapasya en sánscrito, es un episodio de austeridad, mortifiación y sufrimiento espiritual, en realidad vida vegetariana pura en común. Tras seis meses y según el sueño de uno de los participantes, que recibió órdenes de Ayya, todos se trasladaron a Mutta pathi. Según la leyenda, cuando llegaron allí, el dueño de las tierras, que trabajaba en el palacio del rey de Travancore les dijo: "Si vuestra austeridad es verdadera, todos los cocos de estos árboles caerán al suelo". Al oír esto, todos se volvieron a rezar a su dios mirando al mar. Al acabar, todos los cocos se cayeron, y Siva Loganatha les concedió un acre de terreno, unos cuatro mil metros cuadrados.
En este lugar, Krishna construyó un fuerte durante el Dvapara Yuga, tercera de las cuatro edades o yugas del hinduismo, para proteger a los pandavas de los kauravas. En el Akilam figura como Muttappathi Nadu y es considerado lugar de un importante ritual.

## El santuario
Actualmente, hay una construcción realizada bajo la dirección de la dinastía Payyan, que más tarde pasó al gobierno. A diario se celebra un panidivai o servicio dedicado a Ayya Vaikundar, que incluye ofrecerle comida, enseñar a los participantes a comportarse o llevar al dios adonde desee. Se trata de una pequeña estructura formada por un  palliyarai o sancta sanctorum que constituye el interior de la estructura, circundado por un corredor por donde deambulan los fieles.